# ثعبة أفعوانية الذيل
ثُعبة أفعوانية الذيل (الاسم العلمي: Acanthodactylus opheodurus)، وتُعرف باسم سحلية أرنولد هدبية الأصابع أو سحلية أفعوانية الذيل ذات الأصابع الهدبية، هي نوع من السحالي من فصيلة السحالي الحقيقية. وهذا النوع يستوطن الشرق الأوسط.

## النطاق الجغرافي
توجد ثعبة أفعوانية الذيل في العراق وفلسطين (توضيح) وإسرائيل والأردن والكويت وسلطنة عمان وقطر والسعودية والإمارات العربية المتحدة واليمن.

## التكاثر
تناسلها بيوضي.

## للاستزادة
- Arnold EN (1980). "The Reptiles and Amphibians of Dhofar, Southern Arabia". Journal of Oman Studies. Special Report No. 2: 273–332. (Acanthodactylus opheodurus, new species, p. 296).
- Cunningham, Peter Low (2001). "Notes on some aspects of the ecology of Acanthodactylus opheodurus Arnold, 1980, from the United Arab Emirates (Squamata: Sauria: Lacertidae)". Herpetozoa (Vienna) 14 (1/2): 15–20. (in English, with an abstract in German).
- Werner, Yehudah L.; Gajst, Oren; Talbi, Roy; Bouskila, Amos (2012). "Acanthodactylus opheodurus Arnold, 1980 in the Levant revisited, and the striped patterns of Levantine Acanthodactylus (Reptilia: Lacertidae)". Zoology in the Middle East 56: 31–38.